# Iweriko Dżulakidze
Iweriko Dżulakidze (gruz. ივერიკო ჯულაყიძე ;ur. 16 maja 1998) – gruziński zapaśnik startujący w stylu wolnym. Siódmy w Pucharze Świata w 2017. Brązowy medalista młodzieżowych igrzysk olimpijskich z 2014 i ME U-23 w 2017 roku.